# Terence McKenna
Terence Kemp McKenna, ameriški filozof, pisatelj, predavatelj, etnolog, psihonavt in botanik, * 16. maj 1946, Paonia, ZDA , † 3. april 2000, San Rafael, ZDA.

## Življenje
McKenna je govoril in pisal o kulturi in njenem vplivu na posameznika, tehnologiji, šamanizmu, psihadeličnih drogah in iskal izvor zavesti. Razvil je teorijo o naravi časa, ki jo imenuje Novelty Theory. Postavil je tudi lastno teorijo o evoluciji in ustanovil botanično dimenzijo. Zaradi njegovih teorij in idej ga uvrščamo v filozofsko smer New age.

### Zgodnje življenje
Rojen in vzgojen je bil v Paonia v Koloradu. Že kot otrok, je razvil veliko zanimanje za geologijo in veliko časa namenil zbiranju fosilov. Zanimala ga je tudi psihologija, tako je z desetimi leti prebral Jungovo knjigo Psihologija in alkemija. Z 16. leti se je preselil v Los Altos v Kaliforniji, kjer je leto dni živel z družinskimi prijatelji. Srednjo šolo je zaključil v Lancastru. Pri sedemnajstih letih je prebral Huxlejeva eseja Vrata zaznavanja in Nebesa in pekel, s katerima se je spoznal s spremenjenimi stanji zavesti.

### Obdobje Študija in potovanj
Leta 1965 se je vpisal na Univerzo Kalifornije v Berkleyu, kjer je bil sprejet v Tussmanov eksperimentalni kolidž. Dve leti zatem je začel študirati šamanizem s študijo o Tibetanski ljudski religiji in isto leto odpotoval v Jeruzalem. Leta 1969 je šel v Nepal, kjer si je ogledal tibetansko slikarstvo, in se spoznal s tamkajšnim šamanizmom. Tam je študiral tibetanski jezik, dodaten vir zaslužka je našel v tihotapljenju hašiša, dokler ni ena izmed njegovih pošiljk pristala v rokah ameriške carine. Svojo pot nadaljeval po južni Aziji, kjer je v Indoneziji delal kot profesionalni zbiratelj metuljev,kasneje je učil angleščino v Tokiju. Po vrnitvi v Berkley se je ponovno posvetil študiju biologije. Po smrti njegove matere leta 1971 je skupaj s svojim bratom Dennisom in še tremi prijatelji odpotoval v Amazonijo v iskanju oo-koo-hé-ja. To je rastlinska mešanica, ki vsebuje dimetiltriptamin. Namesto tega so našli različne oblike ayahuasce in polja polna halucinogenih gob, katere so kmalu postale središče pozornosti "odprave". To njihovo potovanje kasneje opiše v knjigi Resnični prividi
, kje posebej izpostavi poskus pri La Chorerri, kjer naj bi s svojim bratom prišel v stik z logosom, poučnim božanski glasom, ki mu da svež zagon in ispiracijo za njehovo javno govorjenje, zaradi njega pa pride tudi do raznih teorij, ki jih bolj podrobno razložil v svoji knjigi Nevidna pokrajina, ki sta jo napisal skupaj s svojim bratom Dennisom in jo objavila leta 1993. Leta 1972 se ponovno vrne v Berkley, kjer leta 1975 diplomiral iz znanja ekologije, šamanizma in varstva naravnih virov. Tega leta jeseni se spozna s svojo bodočo ženo, s katero sta kasneje imela dva otroka. S svojim bratom Dennisom pa sta izumila tehniko pridelovanja psilocibin gob in leta 1976 objavila knjigo z naslovom Psilocibin: Vodnik pridelovalca magičnih gob, ki je omogočal preprostemu človeku gojenje gob doma brez posebnih naprav in pripomočkov. Deset let kasneje pa sta objavila popravljeno izdajo in prodala čez 100 000 kopij.

### Javno nastopanje
V zgodnjih osemdesetih je McKenna začel javno govoriti o psihadeličnih gobah in postal eden izmed pionirjev tega gibanja. Najbolj se je osredotočal na naravne psihadelike, kot so psilocibin gobe, ayahuasca, konoplja in ekstrakti DMT-ja. Izvajal je predavanja in delavnice v katerih je predstavljal psihadelike kot način s katerim lahko raziščemo vesoljne skrivnosti, povečamo domišljijo in ponovno vzpostavimo harmoničen odnos do narave. Ves čas je ponavljal pomembnost prisotnosti občutene izkušnje v nasprotju z dogmami. Veliko je govoril o šamanizmu, metafiziki, alkemiji, jezikih, kulturi, umetni inteligenci, evoluciji, znanosti, nezemeljskih bitjih in še mnogih drugih zadevah. V devetdesetih je izdal mnoge knjige kot so: Vrnitev arhaičnega, Hrana bogov in Resnični prividi, na stotine njegovih predavanj je bilo posnetih. McKenna je bil tudi dober prijatelj z matematikom kaosa Ralphom Abrahamom in biologom Rupertom Sheldrakom, s katerima je imel številne debate, tako javne kot zasebne, ki so bile kasneje objavlene v knjigi Trialogi na robu zahodnega evolucionarnega uma.

### Botanična dimenzija
Leta 1985 je ustanovil botanično dimenzijo z njegovo ženo Kathleen Harrison. Gre se za neprofiten etnobotanični rezervat na Velikem otoku Havajev. Ustanovljen za zbiranje, zaščito, razmnoževanje in razumevanje rastlin z zdravilnimi lastnostmi in upoštevanje njihovega izročila, ter izobraževanju o njihovi uporabnosti. 19 arov velik botanični vrt vsebuje tisoče rastlin, ki so jih uporabljalo domorodci tropskih regij, in vključuje bazo podatkov o zdravilnih lastnostih posamezne rastline. McKenna je leta 1992 je zapustil projekt in ga prepustil Kathlen Harrison, s katero se je ločil na začetku tega leta in se preselil na Havaje, kjer si je postavil hišo in ustanovil genetsko banka redkih rastlin blizu svoje hiše.

### Smrt
Leta 1999 se je po dolgi predavateljski turneji vrnil na svoj dom na Havajih. Že dolgo časa je imel težave z migrenami, pojavljati so se mu začeli vse močnejši glavoboli, ki so bili na koncu že neznosni. Diagnosticiran je bil z zelo agresivnim možganskim rakom, zato je nekaj mesecev preizkušal razna zdravljenja, a ta niso bila uspešna in 3. aprila 2000 je umrl, star 53 let.

## Teorije in ideje

### Ideje
Bil je velik nasprotnik vseh vrst organiziranih religij še posebej krščanstva, saj po njegovem le te privedejo do hierarhije, ritualov in tabujev. Tako so ga še posebej motile vsakovrstne oblike institucij, katerih edini namen naj bi bil nadzor, velikokrat naj bi delale samo v svojo koristi. Predstavljajo mu hudo vrsto represije. Pri institucijah ga motijo tudi razne ideje pojmi, kijih širijo. Tako je zanj ideja o množici ena izmed največjih iluzij, saj naj bi ta pojem govoril, da lahko obstaja podobna skupina ljudi, nekakšen povprečen človek. Podobno je zanj tudi kultura ena izmed največjih sovražnikov sodobnega človeka, saj naj bi le ta definirala njegov jaz, namesto, da bi si ga sam. Lotil se je tudi raziskovanja jezika in prišel do ugotovitve, da nam jezik določa kaj lahko razmišljamo. Veliko je razmišljal tudi o okoljevarstvu in o temu kako naj bi spremenili sistem v klaterem živimo in kaj naj bi zapustili prihajajočim generacijam. Meni namreč, da če ne bomo naredili korenitih sprememb, nam grozi le samouničlenje.

### "Zadete opice" teorija človeške evolucije
Teorijo je razvil v knjigi Food of The Gods, v kateri postavi hipotezo, da je prišlo do transformacije iz homo erectusa v homo sapiensa predvsem zaradi prehranjevanja s hrano, ki je vsebovala tudi gobo Psylocibin Cubensis. Znane učinke, ki jih povzroči goba je podkrepil z raznimi citati tedanjih raziskav in nato skušal razložiti, kaj naj bi bila evolucijska prednost le teh. Meni namreč, da so morali takratni ljudje zaradi dezertifikacije počasi zapuščati afriško celino, tako so sledili številnim čredam divjih krav, ki so za sabo puščale kravje dreke, in prav na treh drekih naj bi goba Psylocibin cubensis rasla kot nora. Pravi namreč, da majhne količine psilocibina v človeškem telesu izboljšajo vid, kar bi pomenilo evolucijsko prednost za lovce. Še večje doze gob naj bi povečale spolno poželjenje in tako število potomcev. Zelo velike količine psilocibina naj bi po njegovih besedah zaradi zelo specifičnega delovanja na posamezne možganske centre pospešila nastanek govora in zavesti. Zaradi njih naj bi se pojavile tudi prve religiji, s tem misli predvsem na začetke šamanizma
Ta teorija je bila med znanstvenimi krogi bolj ali manj ignorirana, saj ji primankuje neposrednih dokazov, raziskave na katere se sklicuje v knjigah naj bi večkrat narobe razumel in jih v svoji hipotezi narobe uporabil. 

### Vrnitev arhaičnega
To teorijo razvije v svoji knjigi vrnitev arhaičnega. Njegovo glavno opažanje je, da je zahodna civilizacija postala bolna, in je zato v nekakšnem procesu zdravljenja. Tako namreč, kot človeško telo začne izdelovati protitelesa ko zboli, naj bi tudi človeštvo težilo k temu, da se ozdravi. To ozdravitev naj bi človeštvo doseglo tako, da bi se vrnilo k arhaičnim vrednotam. Prav te vrednote vidi v nadrealizmu, abstraktnemu ekspresionizmu, s tatuiranjem, uporabo psihadeličnih drog, jazzom, seksualno preverzijo, eksperimentalnim plesom.

## Kritika
Zaradi stalnega populariziranja uporabe drog se je kmalu znašel na udaru številnih kritikov, saj naj bi z le tem spravljal v nevarnost številne ljudi. Nekateri so se spraševali, če zaradi prekomerne uporabe le teh ni celo mentalno zbolel in če niso nekatere njegove teorije le opravičavanje lastne odvisnosti. Njegove teorije so pomankljive in jim primankuje direktnih dokazov.

### Dela
- Dennis Mckenna: The Invisible Landscape: Mind, Hallucinogens, and the I Ching (1975)
- Dennis Mckennna: Psilocybin: Magic Mushroom Grower's Guide (1976)
- The Archaic Revival: Speculations on Psychedelic Mushrooms, the Amazon, Virtual Reality, UFOs, Evolution, Shamanism, the Rebirth of the Goddess, and the End of History (1992)
- Food of the Gods: The Search for the Original Tree of Knowledge – A Radical History of Plants, Drugs, and Human Evolution. New York: Bantam (1992)
- Synesthesia (Illustrated by Ely, Timothy C.) (1992)
- Abraham Ralph, Sheldrake Rupert: Trialogues at the Edge of the West: Chaos, Creativity, and the Resacralization of the World (1992)
- True Hallucinations: Being an Account of the Author’s Extraordinary Adventures in the Devil's Paradise (1993)
- Abraham Ralph, Sheldrake Rupert: The Evolutionary Mind: Conversations on Science, Imagination & Spirit. (1998)

### Dela, prevedena v slovenščino
- Terence, McKenna. 1998. Resnični prividi, Nova Gorica : Eno. (COBISS)